# Flannery O'Connor
Pour les articles homonymes, voir O'Connor.
Œuvres principales
- La Sagesse dans le sang (1952)
- Les braves gens ne courent pas les rues (1955)
- Et ce sont les violents qui l'emportent (1960)
- Le Mystère et les Mœurs (1969)

Mary Flannery O'Connor, née le 25 mars 1925 à Savannah en Géorgie et morte à l'âge de trente-neuf ans, le 3 août 1964 à Milledgeville en Géorgie, est une romancière, nouvelliste et essayiste américaine.
O'Connor est une voix importante de la littérature américaine. Elle est l'autrice de deux romans, de trente deux nouvelles, ainsi que de nombreux textes courts. On lui doit par ailleurs un important corpus de lettres (L'Habitude d'Être) qui constitue une œuvre morale et littéraire. Son style, qualifié de Southern Gothic, est intimement lié à sa région, le Sud des États-Unis, et à ses personnages grotesques. Les écrits d'O'Connor reflètent sa foi catholique, dans l'examen de questions morales.
En 1972, huit ans après sa disparition, la publication posthume de ses Histoires complètes  remporte le U.S. National Book Award dans la catégorie fiction.

## Biographie

### Enfance et adolescence
Enfant unique d’Edward F. O’Connor et de Regina Cline, elle se décrit comme une enfant aux pieds tournés en-dedans avec un menton fuyant et un complexe du type « fiche-moi la paix ou je te mords ».
À l’âge de six ans, elle fait sa première expérience avec le statut de célébrité. Les gens du Pathé News avaient filmé « Petite Mary O’Connor » avec sa poule savante et diffusèrent par la suite le film dans tout le pays. Elle raconta à ce sujet : « quand j’avais six ans, j’avais une poule qui marchait à reculons et qui s’est retrouvée dans le Pathé News. On pouvait aussi m’y voir avec la poule. J’étais juste là pour l’assister, et ça, ce fut le point culminant de ma vie. Depuis, tout le reste n’a été qu’une douche froide. ».
En 1937, un lupus érythémateux disséminé est diagnostiqué chez son père. Il meurt le 1er février 1941, ce qui laissa Flannery, alors âgée de 15 ans, complètement anéantie.

### Formation et premières publications
En 1942, O’Connor obtint un diplôme du Peabody Laboratory School et fréquenta le Georgia State College pour femmes (à présent le Georgia College & State University (en)) où, grâce à un programme accéléré, elle obtint une licence en sciences sociales. Elle participa intensément à la création de planches de bande-dessinée pour le journal de l’université.
En 1946, elle entre dans l’atelier d'écriture des Écrivains d’Iowa (Iowa Writers' Workshop), une section prestigieuse de l’Université de l’Iowa, où elle s’était d’abord inscrite dans le but d’étudier le journalisme. Elle y trouve l’occasion de rencontrer plusieurs auteurs et critiques de renom qui y donnaient des cours et des conférences. Parmi ceux-ci figurent Robert Penn Warren, John Crowe Ransom, Robie Macauley et Andrew Lytle. Ce dernier, rédacteur en chef de longue date de The Sewanee Review, un journal littéraire de prestige, compte parmi les premiers admirateurs des romans d'O’Connor. Plus tard, il publie cinq de ses histoires dans son journal, ainsi que des analyses critiques sur son œuvre. Le directeur de l’atelier, Paul Engle, est le premier à pouvoir lire et commenter les premières ébauches de ce qui deviendra La Sagesse dans le sang.
Après ses deux romans La Sagesse dans le sang (1952) et Et ce sont les violents qui l'emportent (1960). Elle publie deux histoires courtes, Les braves gens ne courent pas les rues (1955) et Mon mal vient de plus loin (posthume, 1965).

### Diagnostic de lupus et retour aux origines
En 1951, un médecin lui diagnostique un lupus érythémateux disséminé, la même maladie qui avait emporté son père. Elle retourne alors, vivre dans sa ferme ancestrale, Andalusia, à Milledgeville en Géorgie. Bien qu’on lui accorde encore cinq ans de vie, elle survit encore quatorze ans.
Dans sa ferme elle s’adonne à l’élevage d’une centaine de paons. Fascinée par tous les oiseaux, elle élève également des canards, des autruches, des émeus, des toucans, et tous les oiseaux exotiques qu’elle pouvait obtenir. Elle décrit ses paons de manière détaillée dans un essai intitulé Le Roi des oiseaux.
Malgré sa vie retirée, son écriture révèle une compréhension étonnante des nuances du comportement humain. Catholique fervente vivant à l’intérieur du Bible Belt, le Sud américain protestant, elle collectionne des livres de théologie catholique et donne des conférences sur la foi et la littérature, parfois loin de chez elle malgré sa santé fragile. Elle écrit douze histoires courtes ainsi que deux nouvelles pendant son combat contre la maladie.
Elle entretient également une vaste correspondance avec des auteurs tels que Robert Lowell et Elizabeth Bishop. Elle ne s’est jamais mariée, s’appuyant sur ses correspondants et sur sa mère, Regina Cline O’Connor, en compensation.
Elle meurt le 3 août 1964, au Baldwin County Hospital, à l’âge de 39 ans des complications liées au lupus. Elle est enterrée au cimetière de Memory Hill à Milledgeville.

## Carrière

### Carrière de caricaturiste
O'Connor est d'abord destinée à une carrière de caricaturiste. Elle publie des dessins satiriques dans les journaux de son école secondaire et du collège. Les dessins publiés dès octobre 1942 dépeignent avec humour la vie sur le campus. Ses dessins apparaissent dans presque toutes les publications du collège. 
O'Connor est par après nommée Art Editor du Spectrum, l'album de fin d'année du Georgia State College. La même année, l'écrivaine tente ensuite de les faire publier dans le, The New Yorker afin de financer l'écriture de ses premiers récits. Le magazine refuse leur publication.
Cette première vocation imprègne le ton satirique de son œuvre.

### Carrière littéraire et thèmes abordés

#### Le grotesque
Dans ses œuvres, à propos de l’accent mis sur le grotesque, O’Connor déclare : « Tout ce qui vient du Sud sera affublé de l’étiquette "grotesque" par le lecteur du Nord, à moins que le sujet ne soit réellement grotesque, auquel cas, il recevra l’étiquette "réaliste". » Ses écrits se déroulent habituellement dans le Sud et tournent autour de personnages moralement imparfaits, interagissant fréquemment avec des personnes handicapées, tandis que les questions liées à la race y apparaissent souvent en arrière-plan. Elle utilise la technique de la préfiguration narrative donnant au lecteur une idée de ce qui va arriver longtemps avant l’événement proprement dit. La plupart de ses œuvres comportent des éléments dérangeants, bien qu'elle n'aime pas être qualifiée de cynique ; « Je suis très fatiguée de lire des critiques qui qualifient A Good Man de "brutal et de sarcastique", écrit-elle. « Les histoires sont dures mais elles sont dures parce qu'il n'y a rien de plus dur ni de moins sentimental que le réalisme chrétien.[…] Quand je vois ces histoires décrites comme des histoires d'horreur, je suis toujours amusée parce que le critique a toujours la mainmise sur (la bonne ou) la mauvaise horreur.».
Elle se sentait profondément influencée par la notion sacramentelle et thomiste selon laquelle le monde créé est chargé de Dieu. Pourtant, elle n'a pas écrit de fiction apologétique du type de celle qui prévalait dans la littérature catholique de l'époque, expliquant que le sens d'un écrivain doit être évident dans sa fiction sans didactisme. Elle écrivait des romans de fiction ironiques et subtilement allégoriques mettant en scène des personnages du Sud américain, faussement arriérés, généralement des protestants fondamentalistes, qui subissent des transformations de caractère qui, selon elle, les rapprochaient de l’esprit catholique. Ces transformations s'accomplissent souvent au travers de la douleur, de la violence et de comportements ridicules dans la poursuite du sacré. Aussi grotesque que soit le décor, elle tentait toujours de présenter ses personnages de manière qu’ils puissent être touchés par la grâce divine. Ceci élimine la possibilité d’une compréhension sentimentale de la violence des histoires, ainsi qu’il en est pour elle et pour sa propre maladie. Elle écrit : « la grâce nous change et ce changement est douloureux. ». Elle a également un sens de l’humour profondément sardonique, qui se fonde souvent sur la disparité entre les perceptions limitées de ses personnages et le destin effrayant qui les attend.
Elle trouve fréquemment une autre source d’humour dans les tentatives de libéraux bien intentionnés de comprendre le Sud rural selon leurs propres termes. O'Connor utilise l'incapacité de ces personnes à faire face au handicap, à la race, à la pauvreté et au fondamentalisme, autrement qu'à travers des illusions sentimentales, comme exemple de l'échec du monde laïque au XXe siècle.

#### Questions sociales et raciales
O'Connor explore certaines des questions contemporaines les plus sensibles dans certaines de ses histoires. Elle évoque l’holocauste dans La Personne déplacée, ainsi que l’intégration raciale dans Tout ce qui monte converge et l'intersexualité dans Un temple du Saint-Esprit. Ses fictions comportent souvent des références au problème de la race dans le Sud comme dans Le Nègre factice, ou Le Jour du jugement, sa dernière histoire courte qui est une version radicalement réécrite de sa première histoire publiée, Le Géranium. Il existe des fragments d’un roman inachevé intitulé provisoirement Pourquoi ces nations en tumulte ? qui s’inspire de quelques nouvelles comme La Fêtes des azalées, The Enduring Chill et Pourquoi ces nations en tumulte ?.

#### Correspondances avec Betty Hester
Betty Hester, qui entretient une correspondance privilégiée avec Flannery O'Connor, reçoit une lettre hebdomadaire de sa part pendant plus d’une décennie. Ces lettres fournirent l’essentiel de sa correspondance rassemblée dans L’Habitude d'être, une sélection de ses lettres publiée par Sally Fitzgerald en 1979. Dans cette correspondance, Betty Hester est désignée par la lettre A. Sa véritable identité n'est dévoilée qu’après qu’elle s'est tuée en 1998. La majeure partie des écrits les mieux connus sur la religion, l’écriture et le Sud est contenue dans ces lettres, ainsi que dans des lettres écrites à ses amis Brainard Cheney et Samuel Ashley Brown. La collection complète de la correspondance entre les deux femmes fut dévoilée par l’université Emory, le 12 mai 2007. Ces lettres avaient été transmises à l’université en 1987 à la condition qu’elles ne soient pas mises à la disposition du public avant une vingtaine d'années.

## Une vie catholique
La foi d'O'connor, d'inspiration thomiste, est nourrie par les Écritures, les Pères de l'Église et les philosophes chrétiens les plus contemporains (Jacques Maritain, Teilhard de Chardin). Le Père Damian Ference consacre un ouvrage aux soubassements thomistes qui sous-tend l'œuvre de l'autrice.De 1956 à 1964, O’Connor écrit plus de cent critiques de livres pour deux journaux diocésains en Géorgie : The Bulletin et The Southern Cross. Selon son confrère, Joey Zuber, la gamme étendue d’ouvrages que l'autrice avait choisi d’examiner, démontrait à l’évidence qu’elle était profondément intellectuelle. Ses critiques font constamment face aux thèmes théologiques et éthiques de livres écrits par les théologiens les plus sérieux et exigeants de son époque. Un professeur d’anglais, Carter Martin, qui fait figure d’autorité en ce qui concerne l’œuvre de O'Connor, remarque simplement que « ses critiques d’ouvrages sont en accord avec sa vie spirituelle. ».

### Un christianisme atypique
Le christianisme de l'autrice « déroute parce que son catholicisme surprend dans un pays largement associé à des formes de protestantisme particulièrement éloignées de l'Église de Rome, qu'il s'agisse du puritanisme de Nouvelle-Angleterre ou du fondamentalisme que l'évolution politique récente de la nation encourage à associer au Sud».

## Œuvre
- La Sagesse dans le sang (Wise Blood), 1952, roman
- Les braves gens ne courent pas les rues (A Good Man Is Hard To Find), 1955, nouvelles
- Et ce sont les violents qui l'emportent (The Violent Bear It Away), 1960, roman
- (en-US) A Memoir of Mary Ann (édition et introduction), 1962
- (en-US) Three by Flannery O'Connor, 1964

Publications posthumes
- Mon mal vient de plus loin (Everything That Rises Must Converge), 1965, nouvelles
- Pourquoi ces nations en tumulte ? (Why do the Heathen rage ?), nouvelles
- Le Mystère et les Mœurs (Mystery and Manners: Occasional Prose), édité par Sally et Robert Fitzgerald, 1969
- (en-US)The Complete Short Stories, écrit en 1956 publié en 1971 National Book Award catégorie Fiction 1972, à titre posthume
- Flannery O'Connor, Gallimard coll. « Biblos », 1975. Contient a priori toute l'œuvre romanesque de l'auteur, à savoir La Sagesse dans le sang, Les Braves gens ne courent pas les rues, Et ce sont les violents qui l'emportent, Mon mal vient de plus loin et Pourquoi ces nations en tumulte ?. Préfacé par Roger Grenier.
- L'Habitude d'être (The Habit of Being: Letters), correspondance, édité par Sally Fitzgerald, 1979
- (en-US) The Presence of Grace and Other Book Reviews, édité par Carter W. Martin, 1983
- (en-US) Collected Works, 1988
- Œuvres complètes : Romans, nouvelles, essais, correspondances (trad. de l'anglais), Paris, Éditions Gallimard, coll. « Quarto », 2009, 1229 p. (ISBN 978-2-07-012493-0).

## Dans la culture populaire
Ethan Hawke réalise en 2023 un film biographique sur l'écrivaine, Wild cat, avec sa fille Maya Hawke. Le film remporte un Emmy Awards dans la catégorie Outstanding Nature Documentary.
L'évêque américain et youtubeur Bishop Barron consacre quelques épisodes de son podcast, Word on Fire, à l'œuvre de Flannery O'Connor.
Le chanteur Bruce Springsteen commence à lire l'œuvre d'O'Connor dès la fin de sa vingtaine. L'influence de l'écrivaine sur l'œuvre musicale de Springsteen se reflète notamment dans les thèmes abordés dans plusieurs chansons qui figurent dans l'album Darkness on the Edge of Town paru en 1978. L'album The River (album de Bruce Springsteen) paru en 1980 et la chanson A Good Man is Hard to Find de l'album Tracks (album de Bruce Springsteen) font directement référence aux deux nouvelles éponymes.
Dans son recueil de nouvelles Plus noir que noir (paru en 2025), Stephen King à la fin de la nouvelle Slide Inn Road, indique « En pensant à Flannery O'Connor ».